# Minden (Louisiana)
Minden település az Amerikai Egyesült Államok Louisiana államában, Webster megyében, melynek megyeszékhelye is. Lakosainak száma 11 928 fő (2020. április 1.).

## Népesség
A település népességének változása:
| Lakosok száma | 13 082 | 11 840 | 11 928 |
|               | 2010   | 2019   | 2020   |